# Лиман (місто)
Лима́н — місто в Україні, адміністративний центр Лиманської міської громади Краматорського району Донецької області. Населення 
 — ▼3634 особи.

## Географія
Місто Лиман розташоване за 138 км від обласного центру (автошляхом Н20). Площа міста — 26,21 км². В місті розташоване озеро „Лиман” Біля міста розташовані два озера за 0,76км від міста „Блакитне озеро 1, Блакитне озеро 2” також біля нього є ліс (Національний парк „Святі Гори”)
Річка „Сіверський Донець” розташована за 7,64 кілометри від міста Лиману
До Київа 617,83км (автошляхом E40) 
До Львова 1,224км (автошляхом M03,E40)

## Історія
Місто Лиман назване за безстічним озером у кратері метеоритного походження, яке пересохло у 2019 році.

### Заснування та розвиток (1667—1917)
Слобода заснована козаками Ізюмського полку як поселення при сторожових вежах поблизу Торської фортеці (нині — місто Слов'янськ). У 1825 році Лиман був перетворений у військове поселення, з 1857 року мешканців перевели до розряду державних селян. У 1911 році поряд із містом було прокладено залізницю та збудовано залізничну станцію.
З 1912 року у селищі поширювалася діяльність більшовицьких пропагандистів.

### Українська революція (1917—1921)
У 1917 році більшовикам вдається створити з робітників і наймитів загін Червоної гвардії, що підпорядковувався Ізюмському повітовому ревкому. Під час Української революції Лиман став частиною проголошеної ІІІ Універсалом Української Народної Республіки у складі адміністративно-територіальної одиниці Донеччина з центром у Слов'янську. Під час Першої радянсько-української війни опиняється під контролем більшовиків. Під час контрнаступу українських то союзних військ залишкам радянських армій вдалося відійти до Юзівки, деякий час утримуючи оборону залізничних станцій Чаплине та Гришине. До 20 квітня розгромлені загони цих трьох армій відійшли до Маріуполя й Слов'янська — Лиман знову стає прифронтовим населеним пунктом. 1918 року, коли за умовами Берестейського договору Лиман передбачалося закріпити за Українською Народною Республікою, загони червоноармійців розпочали підготовку до збройного спротиву, а з наступом німецько-українських військ у квітні 1918 року — терористичну діяльність, зокрема підрив мостів, знищення залізничного транспорту. Відступ німецько-українських військ у грудні 1918 року дав більшовикам змогу відновити контроль над містом до квітня 1919 року, коли місто було захоплено білогвардійськими силами.
Більшовики вчергове встановили контроль над Лиманом 27 грудня 1919 року, після відступу денікінців.

### Радянська епоха (1919—1991)
З червня 1920 року місто Лиман входило до складу Слов'янського повіту, а в 1923 році він став центром Лиманського району Бахмутської округи.
1 жовтня 1922 року обладнано лиманську електростанцію на ділянці Лиман — Основа, встановлено двопровідний зв'язок.
У 1925 році населений пункт перейменовано в Красний Лиман, з 1938 року Красний Лиман набув статусу міста

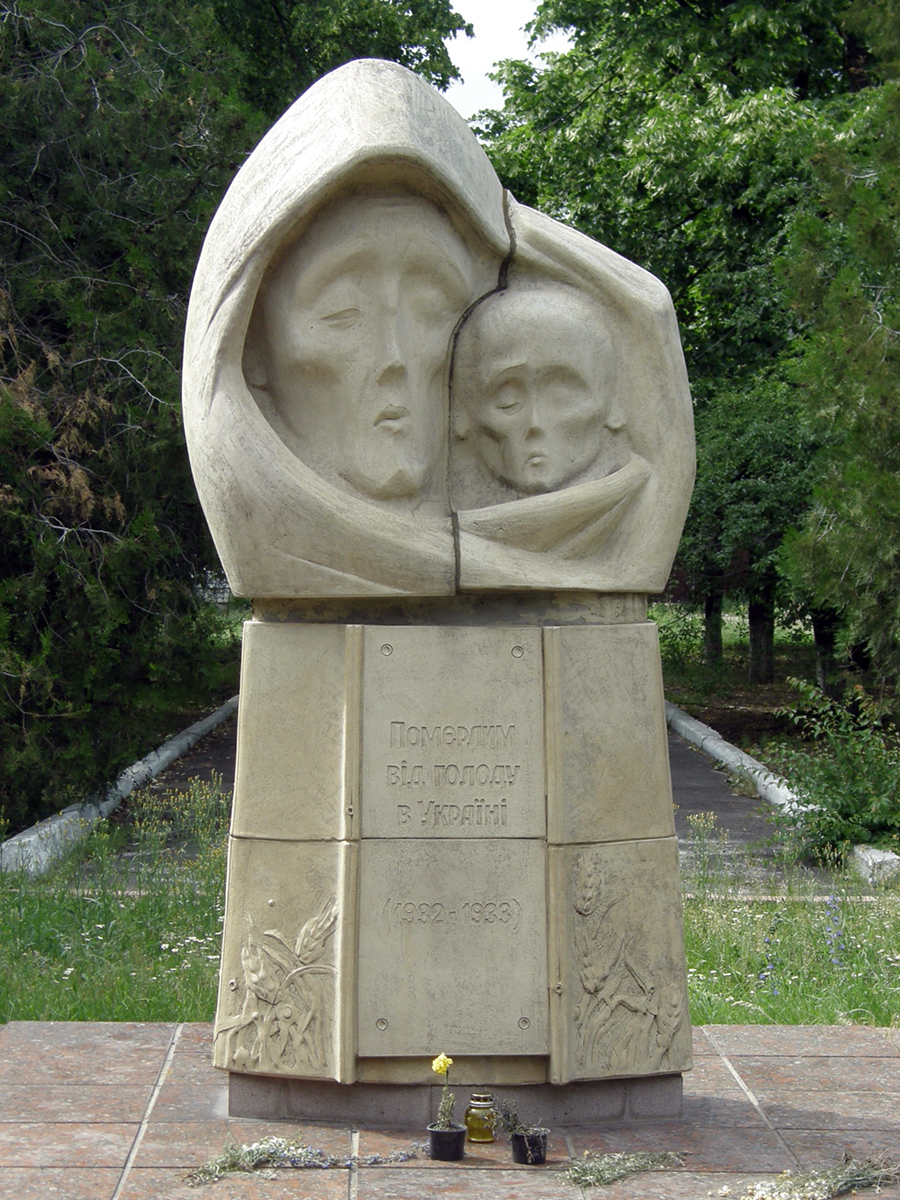
Пам'ятник жертвам Голодомору

У 1932—1933 роках Краснолиманщина зазнала Голодомору. Серед найбільш постраждалих населених пунктів — Лиман, Рубці, Терни́, Лозове́.
У другій половині 1930-х років у Лимані побудовані заводи — каніфольно-скипидарний, для переробки утилю, хлібо- і молокозаводи. Почали працювати промартілі «Червоний промінь» і «Червоний чоботар» для пошиття одягу й взуття. Під час адміністративної реформи 1938 року станція Красний Лиман і село Лиман були об'єднані в одне ціле. Так виникло місто Красний Лиман (нині — Лиман), яке до 17 липня 2020 року було районним центром Донецької області.
7 липня 1942 року, під час Другої світової війни, Красний Лиман був захоплений нацистськими військами. Під час німецької окупації в місті діяли партизанські загони, що здійснювали диверсійну діяльність. 31 січня 1943 року місто відвойоване силами Південно-Західного фронту в ході Ворошиловградської операції.

Пам'ятники Лимана
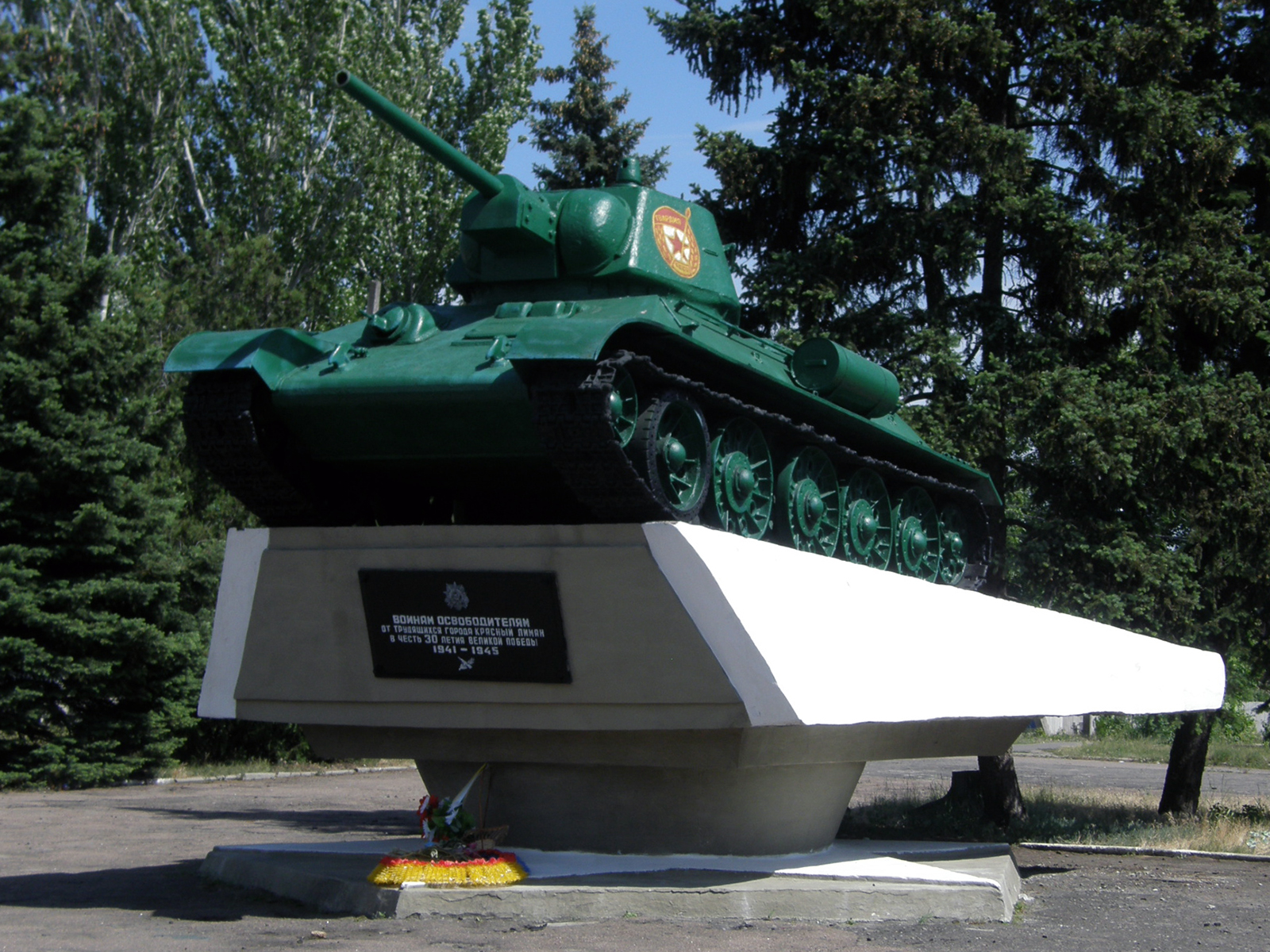
Пам'ятник-танк Т-34
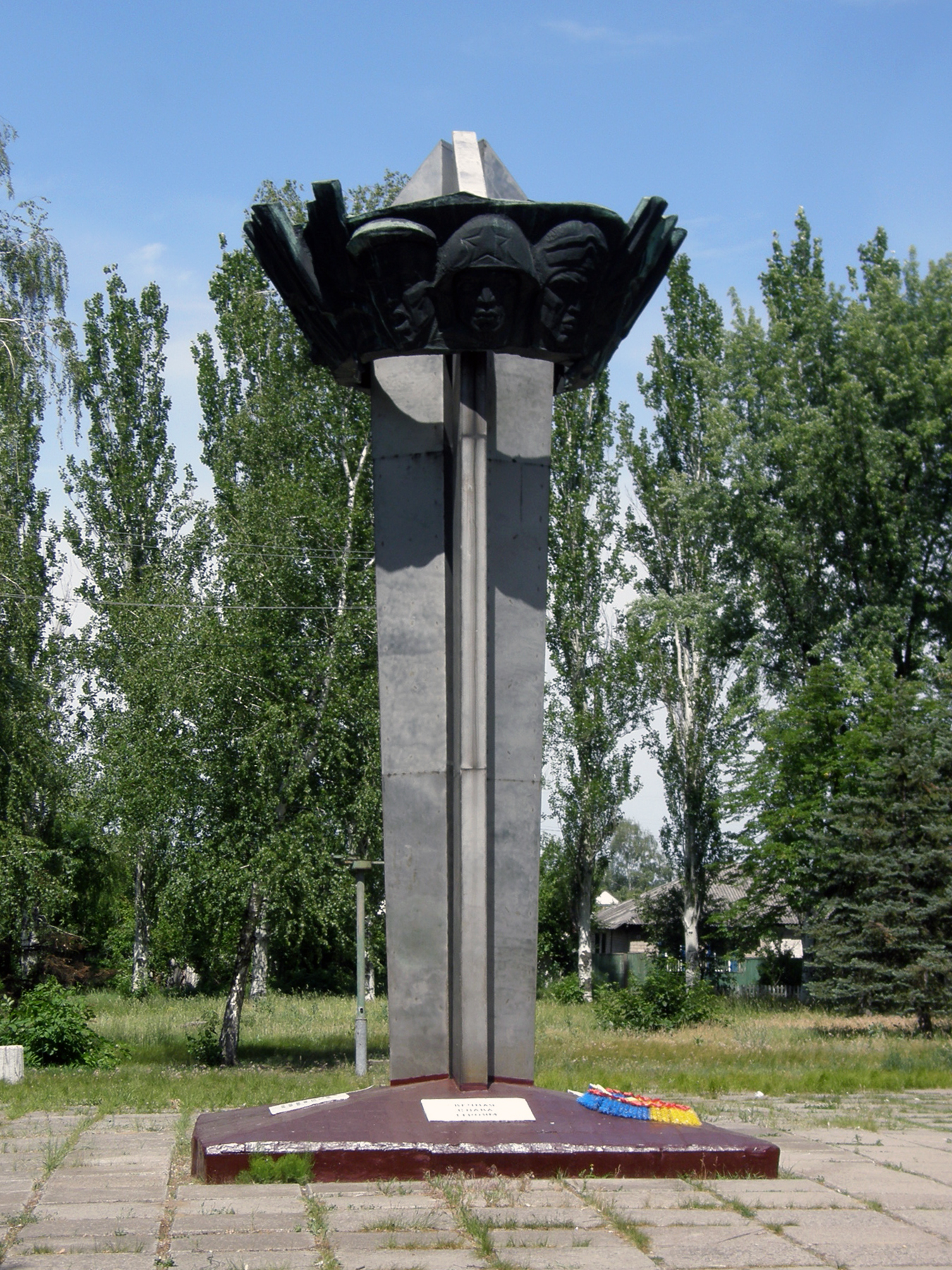
Пам'ятник радянським захисникам та визволителям міста Лиман
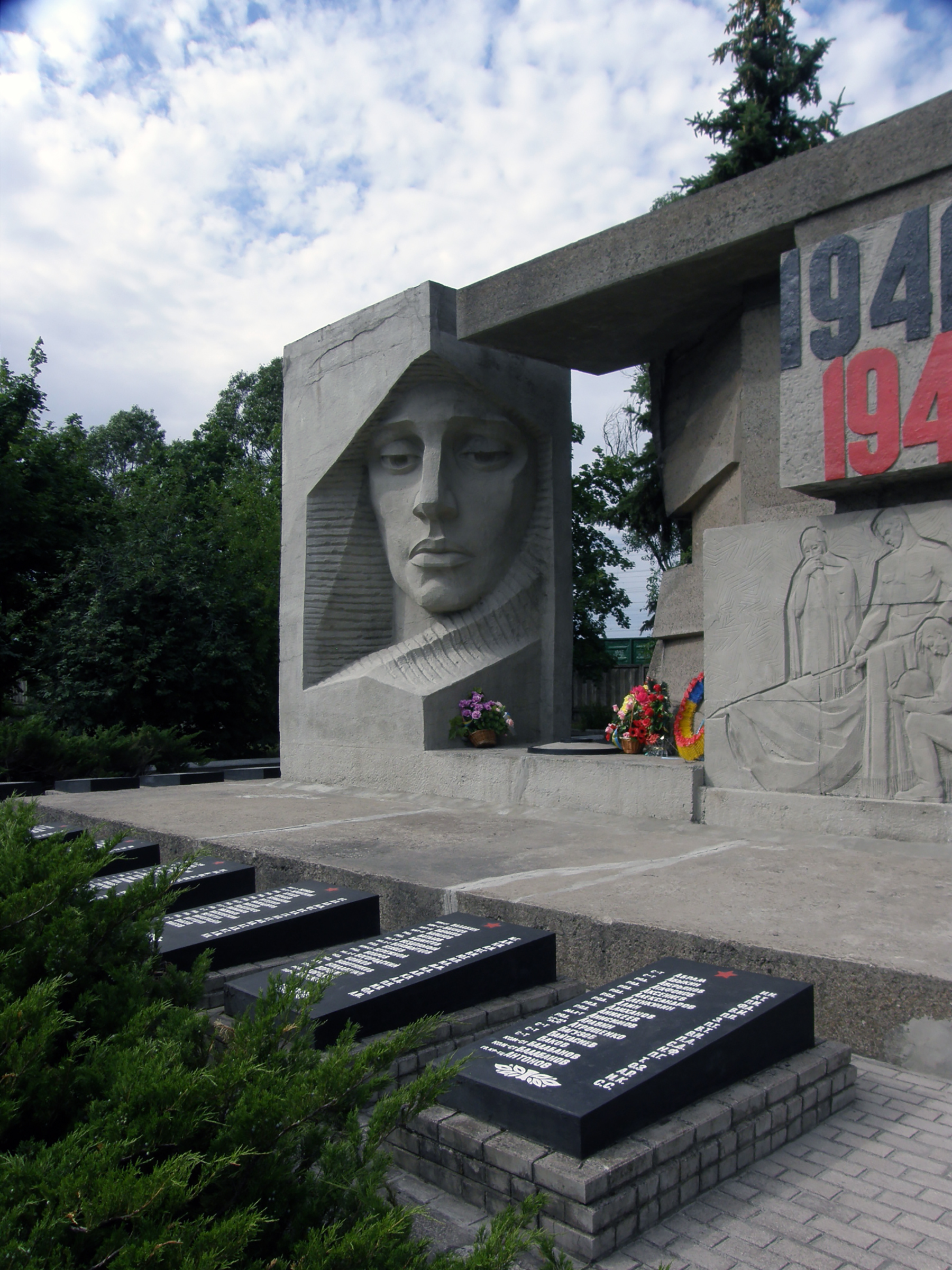

У повоєнні роки промисловість і господарство були відновлені. У 1944—1945 роках введені в експлуатацію промартілі «Червоний промінь» і «Червоний чоботар», піщаний кар'єр, залізнична будівельна дільниця та електромеханічні майстерні, рейкозварювальний поїзд тощо. У наступні п'ятирічки модними серед мешканців міста стали змагання залізничників у швидкісному водінні поїздів, підвищенні продуктивності праці та економії палива, переможцем яких став Г. С. Шумілов, що був першим у місті удостоєний званням Героєм Соціалістичної Праці.
У 1960-ті роки найбільшим підприємством міста став Краснолиманський завод силікатної цегли, потужність якого становила 200 млн штук цегли на рік. У сільському господарстві успіхами тішився колгосп артілі імені Леніна, що зміг у 1,5 раза перевершити довоєнні показники. Діяльність радянської влади в Красному Лимані була оспівана у творчості місцевих літераторів, зокрема в романах «Селяни» й «Великий перелом» П. Д. Рєзникова, «На Дінці Сіверському» С. Макогіна, піснях А. Полупана тощо.

### У Незалежній Україні
Відповідно до Закону України № 317-VIII «Про засудження комуністичного та націонал-соціалістичного (нацистського) тоталітарних режимів в Україні та заборону пропаганди їхньої символіки», місто Красний Лиман входило до списку комуністичних топонімів України, що підлягало перейменуванню.
У жовтні 2015 року місцева влада проголосувала за збереження поточної назви міста: на думку міської ради «красний» може асоціюватися з «гарним». Однак Український інститут національної пам'яті не визнав дійсним таке рішення. У грудні 2015 року відбулося повторне голосування за перейменування міста, на якому міська рада вирішила відновити стару назву Лиман.
4 лютого 2016 року Верховна Рада України перейменувала низку населених пунктів, зокрема декомунізовано і Красний Лиман в Лиман. Постанова набрала чинності 18 лютого 2016 року.
17 липня 2020 року, в ході до адміністративно-територіальної реформи, місто увійшло до складу новоутвореного Краматорського району та набуло статусу адміністративного центру Лиманської міської громади.

#### Російсько-українська війна
У 2014 році, після Революції гідності і втечі Віктора Януковича до РФ, на Донбасі активізувався сепаратистський рух, що зачепив і Лиман.
12 квітня 2014 року, на 5-й день після проголошення так званої «ДНР», сепаратисти захопили міський відділ міліції Красного Лимана (одночасно із захопленням будівель СБУ та міліції у Слов'янську). Ініціативу на себе в переговорному процесі взяв міський голова — Леонід Перебейніс. Під час переговорів з озброєним та агресивним натовпом російських бойовиків було узгоджено, що сепаратисти залишають місто.
30 квітня 2014 року, близько 40 озброєних терористів увірвалися на сесію міської ради та під прицілом АК-47, взявши депутатів та громаду у заручники, змусили керівництво міста включити до голосування питання про визнання незалежності «ДНР». Окупанти встановили блокпости при в'їзді до міста.
8 травня 2014 року у Греківському лісі на Луганщині було знайдене спалене разом із автомобілем тіло голови Краснолиманського осередку Всеукраїнського товариства «Просвіта» імені Тараса Шевченка Валерія Сала, якого проросійські бойовики, належні до невизнаної «ДНР», викрали за день до того в центрі села Шандриголове Краснолиманського району.
У червні 2014 року в місті та його околицях точилися бої, внаслідок чого було відновлено контроль України над містом. 5 червня 2014 року, відповідно з Указом Президента України № 498/2014 «Про заходи щодо сформування Краснолиманської районної державної адміністрації Донецької області» головою Краснолиманської РДА було призначено Костянтина Володимировича Матейченка, підполковника, уродженця Костянтинівки.
Внаслідок авіаударів була пошкоджена залізнична станція Лиман, найбільше зазнали руйнувань — залізнична лікарня, адміністративна і господарська будівлі станції, платформи та колії.
У 2022 році, під час повномасштабного російського вторгнення в Україну, Лиман опинився в центрі бойових дій. З середини квітня 2022 року місто перебувало під регулярними обстрілами російських загарбників, зазнало істотних руйнувань. 22 квітня 2022 року місто Лиман обстріляли з «БМ-27 «Ураган»», внаслідок чого загинуло четверо людей, десятеро були поранені. Вже на початку травня у місті була оголошена обов'язкова евакуація, яку проводили на бронетехніці через вкрай високу небезпеку.
22 травня 2022 року російські окупанти дісталися міста, а 24 травня почався штурм Лиману. Через запеклі бої в соснових лісах навколо Лиману почалися масштабні лісові пожежі. 27 травня ЗСУ заявили, що окупанти не залишають намірів взяти місто. 29 травня окупанти дісталися центру міста, поліцейський відділок здався без опору, а над містом окупанти підняли російський «триколор».
30 травня в Офісі президента України повідомили про втрату контролю над Лиманом. Окупаційною владою була відновлена радянська назва «Красний Лиман» та Краснолиманський район «ДНР».
9 вересня 2022 року ЗСУ почали оточувати місто Лиман, навколо міста точилися бої. 30 вересня 2022 року Сергій Черевий, речник східного угруповання військ України, повідомив про те, що операція з оточення російських військ у районі Лимана триває. Того ж дня радник глави Офісу президента України Михайло Подоляк написав, що РФ доведеться просити виходу з лиманського котла.
1 жовтня 2022 року українські війська увійшли в Лиман і звільнили місто від російських окупантів. 2 жовтня 2022 року Президент України Володимир Зеленський заявив, що місто повністю звільнено від російських окупантів.
29 листопада 2022 року російські окупанти атакували з БМ-21 «Град» житловий сектор Лимана. В результаті обстрілу одна людина загинула, ще троє отримали поранення.
Загиблі у боях за місто
- Сирко Андрій Володимирович (1993—2022) — солдат Збройних Сил України, учасник російсько-української війни, що загинув 14 березня 2022 року в ході російського вторгнення в Україну.

## Населення
Станом на 1864 рік у власницькій слободі Лиман Ізюмського повіту Харківської губернії мешкало 2622 особи (1470 чоловічої та 1152 — жіночої статі), налічувалось 512 домогосподарств, існувала православна церква, відбувалися дві щорічні ярмарки.
Станом на 1885 рік у колишній державній слободі Попівської волості мешкало 3503 особи, налічувалося 587 дворових господарств, існували православна церква, школа, 2 постоялих двори, 2 лавки, відбувались 2 ярмарки на рік.
За переписом 1897 року кількість мешканців зросла до 4653 осіб (2221 чоловічої статі та 2432 — жіночої), з яких 4651 — православної віри.
За даними перепису 2001 року населення міста становило 27 575 осіб, із них 69,8 % зазначили рідною мову українську, 29,67 % — російську, 0,2 % — білоруську, 0,12 % — циганську, 0,04 % — вірменську, 0,02 % — молдовську, 0,01 % — німецьку, а також болгарську, угорську та гагаузьку мови.

### Національний склад
Розподіл населення за національністю за даними перепису 2001 року:
| Національність  | Відсоток |
| --------------- | -------- |
| українці        | 84,35 %  |
| росіяни         | 13,77 %  |
| білоруси        | 0,58 %   |
| азербайджанці   | 0,11 %   |
| інші/не вказали | 1,19 %   |

### Мова
Розподіл населення за рідною мовою за даними перепису 2001 року:
| Мова            | Кількість | Відсоток |
| --------------- | --------- | -------- |
| українська      | 19247     | 69,8 %   |
| російська       | 8182      | 29,67 %  |
| білоруська      | 55        | 0,2 %    |
| циганська       | 33        | 0,12 %   |
| вірменська      | 11        | 0,04 %   |
| румунська       | 6         | 0,02 %   |
| німецька        | 4         | 0,01 %   |
| інші/не вказали | 37        | 0,14 %   |
| Всього:         | 27575     | 100 %    |

## Економіка

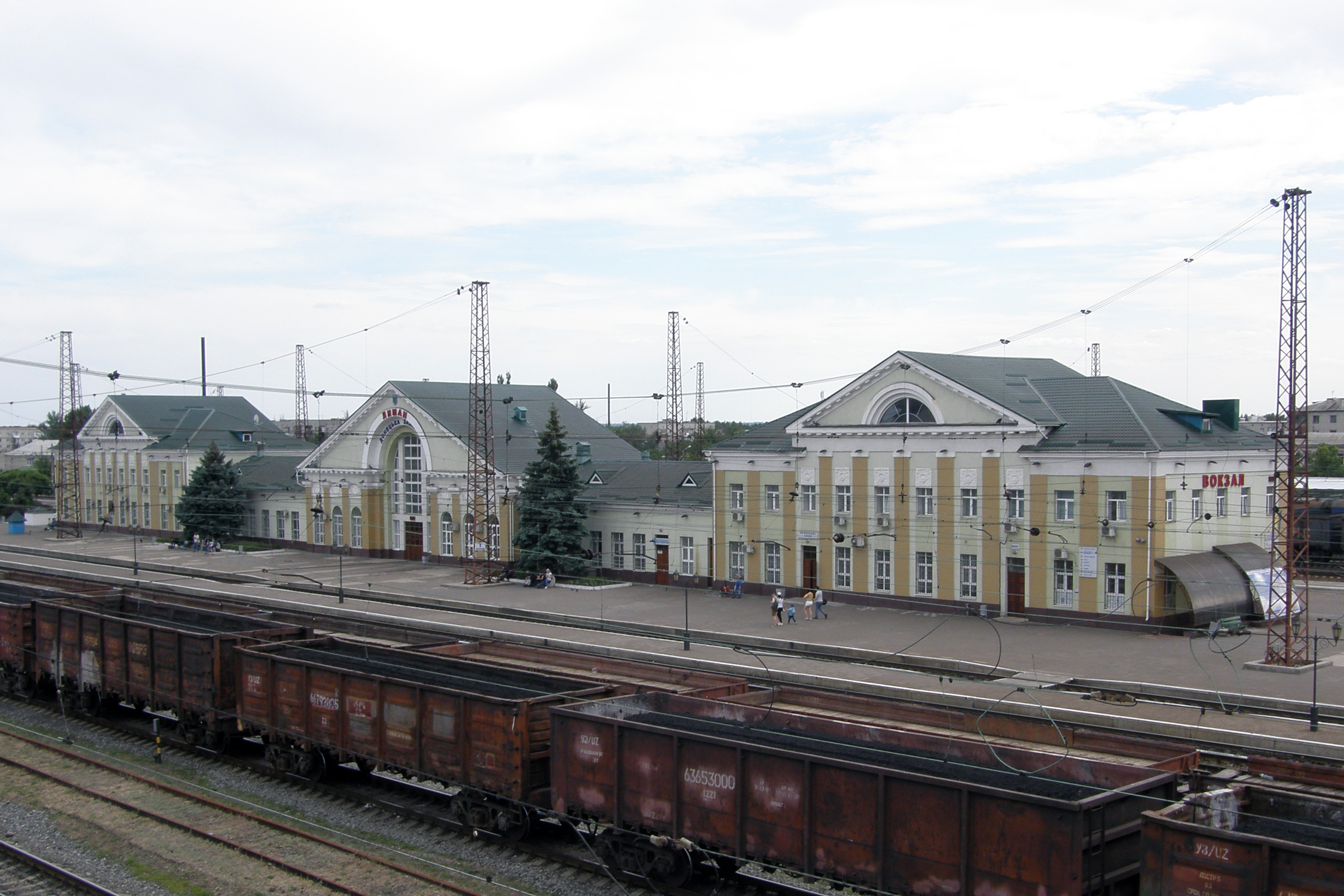
Вокзал станції Лиман до руйнації під час російсько-української війни

Більшість працездатного населення в місті зайнята на залізниці та в агропромисловому комплексі.
Станція Лиман, локомотивне та вагонне депо, дистанції колії, сигналізації та зв'язку, електропостачання, Лиманське будівельно-монтажне управління, дорожні електромеханічні майстерні, колійна машинна станція № 10, Лиманський рейкозварювальний поїзд — головні залізничні підприємства, складові Лиманського залізничного вузла.
За значимістю агропромисловий комплекс займає друге місце в місті після залізничного транспорту. Загалом у районі нараховується 74 фермерських господарства, 15 господарств — знову створених сільськогосподарських підприємств. У районі закуповують олію соняшника і сам соняшник підприємства Донецької і Харківської областей. Основні показники діяльності підприємств АПК: загальна площа сільськогосподарських угідь — 69,1 тис. га, у тому числі нив — 51,3 тис. га; щорічні площі сівби зернових — 19,0 тис. га, соняшника — 6,1 тис. га.
- ТОВ «Чайка» — виробник борошна та хлібобулочних виробів. Проєктна потужність виробництва борошна — 3 т/т за рік, виробництва хліба та хлібобулочних виробів — 2,5 т/т за рік.
- ВАТ «Лиманський комбікормовий завод» — виробник борошна та комбікорму. Проєктна потужність — 8 т/т за рік.
- СТОВ «Дружба» — виробник м'яса, зерна — 4,9 т/т, соняшника — 0,8 т/т.

Рух на місцевих маршрутах забезпечують автобуси ПП «Луч» та приватні автобуси малої та середньої місткості.

## Освіта
У місті декілька навчальних закладів: факультет Українського державного університету залізничного транспорту, медичний коледж, Лиманська спеціалізована школа, Лиманське професійно-технічне училище, 5 загальноосвітніх ліцеїв ,5 шкіл третіх ступнів, Лиманьська гімназія, центр соціальної реабілітації 

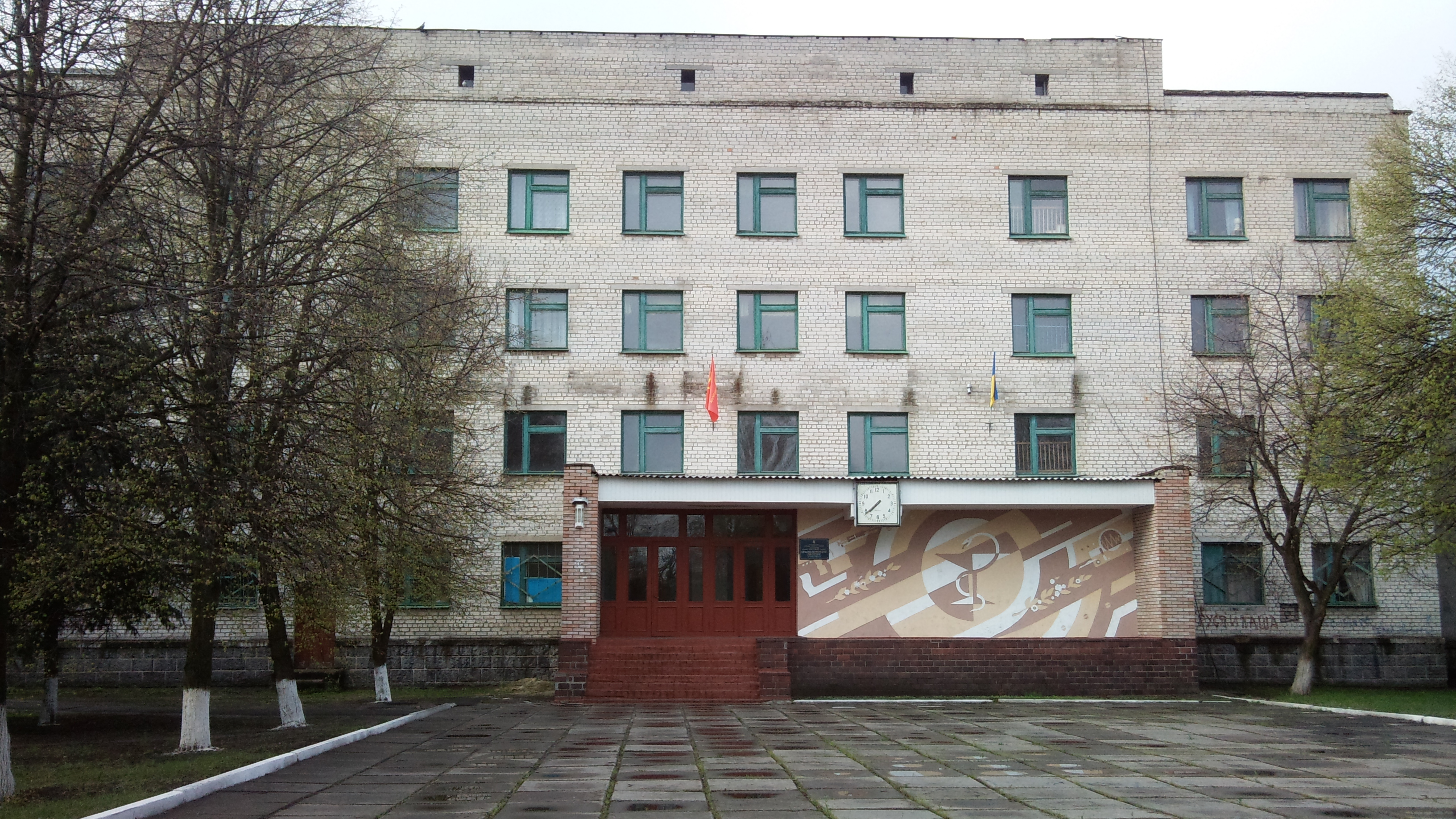
Лиманський медичний фаховий коледж Донецького національного медичного університету
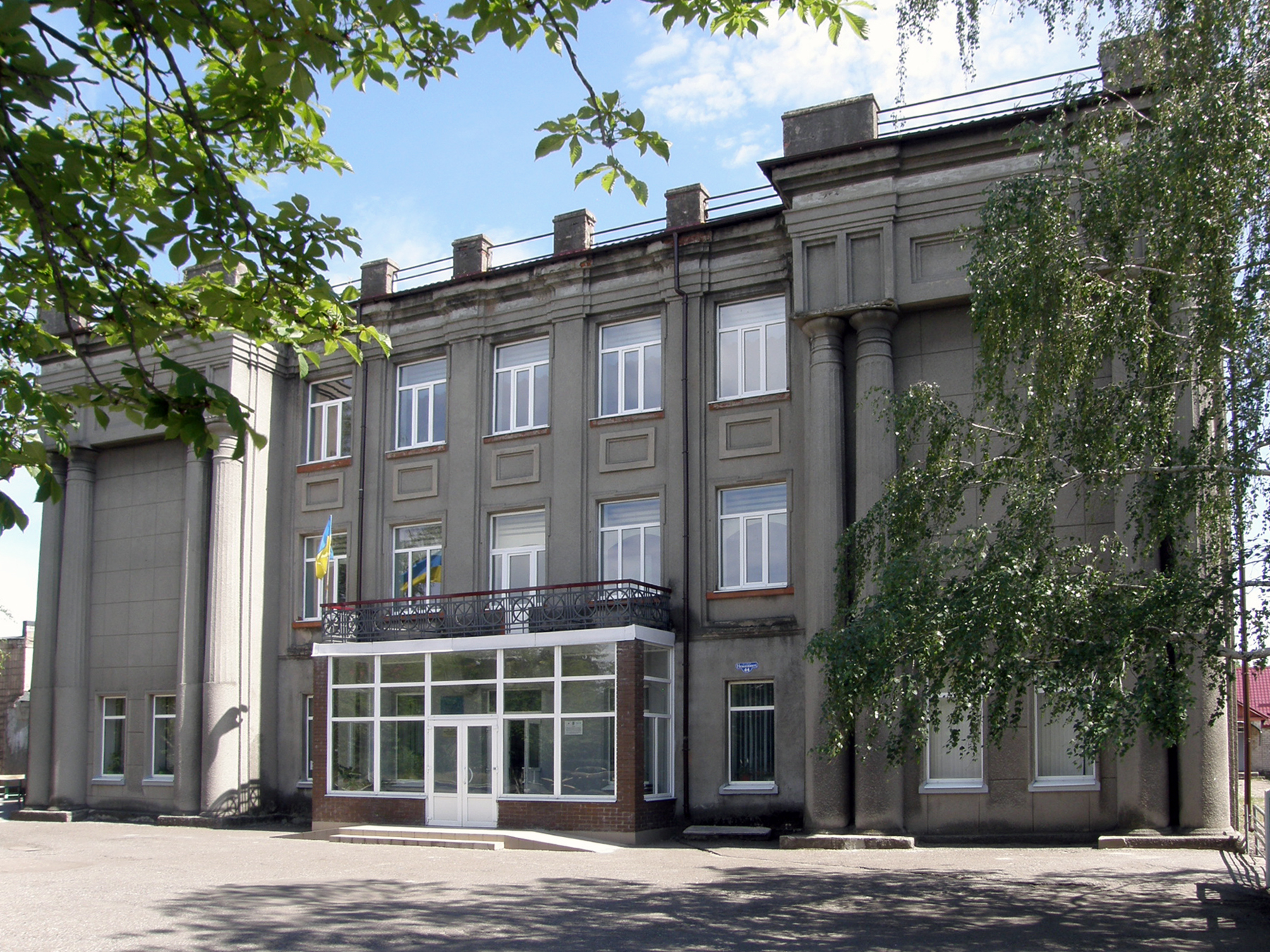
Гімназія, побудована у 1936 році за типовим проєктом, до 2002 року — середня загальноосвітня школа № 6 (до руйнації під час російсько-української війни)
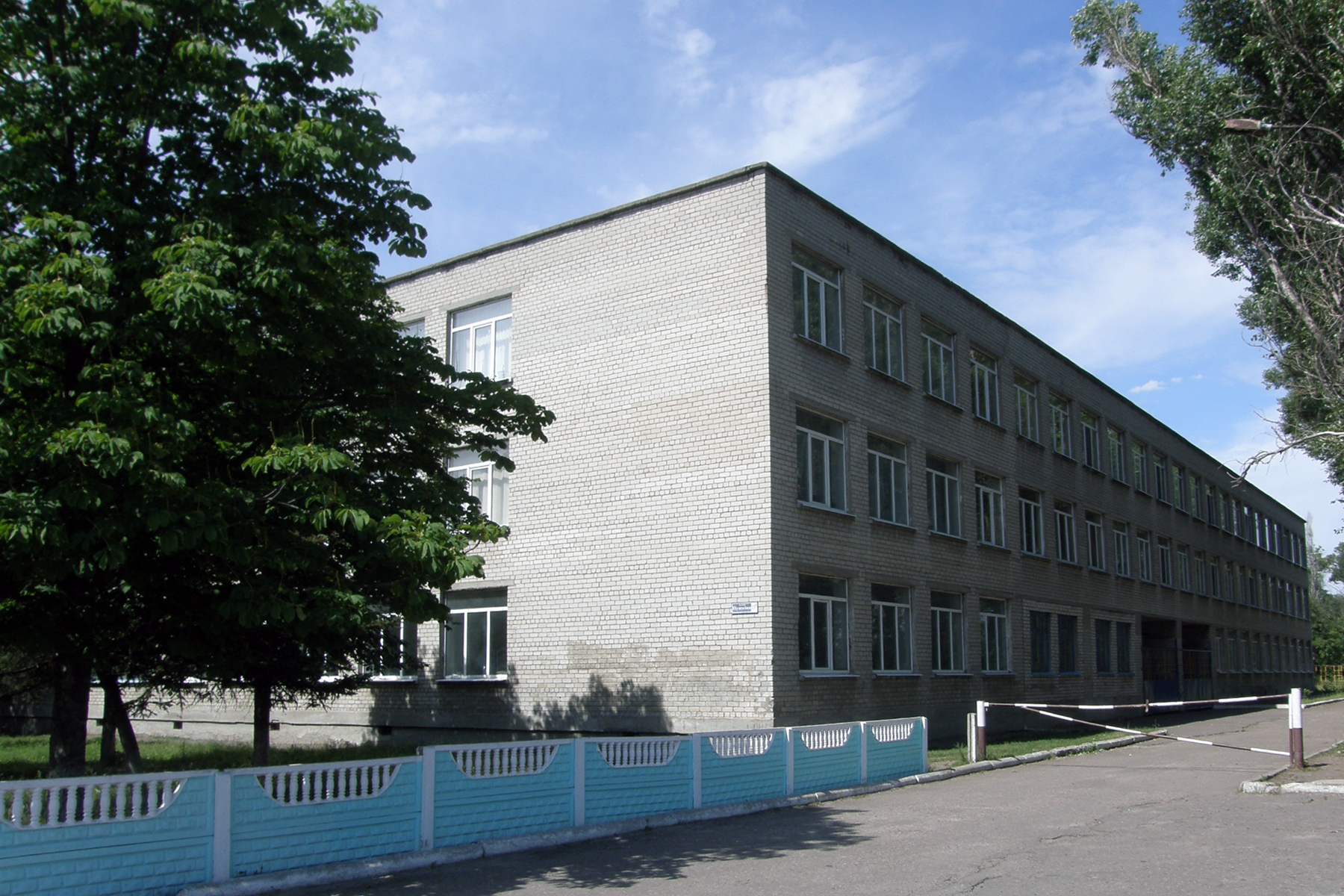
Середня загальноосвітня школа № 2, типовий проєкт

## Охорона здоров'я
Медичне обслуговування у місті здійснює центральна міська лікарня та відомча залізнична лікарня. На території громади діють дві селищні лікарні, п'ять лікувальних амбулаторій, 20 фельдшерсько-акушерських пунктів, три санаторії, сім дитячих оздоровчих таборів та 87 туристичних баз. Кліматичні умови міста сприяють скорішій адаптації після легеневих захворювань.
Залізнична лікарня розрахована на 150 місць, міська лікарня — на 250 місць, Кіровська та Дробишевська лікарні — на 25 місць.

## Туризм

### Парк та музей

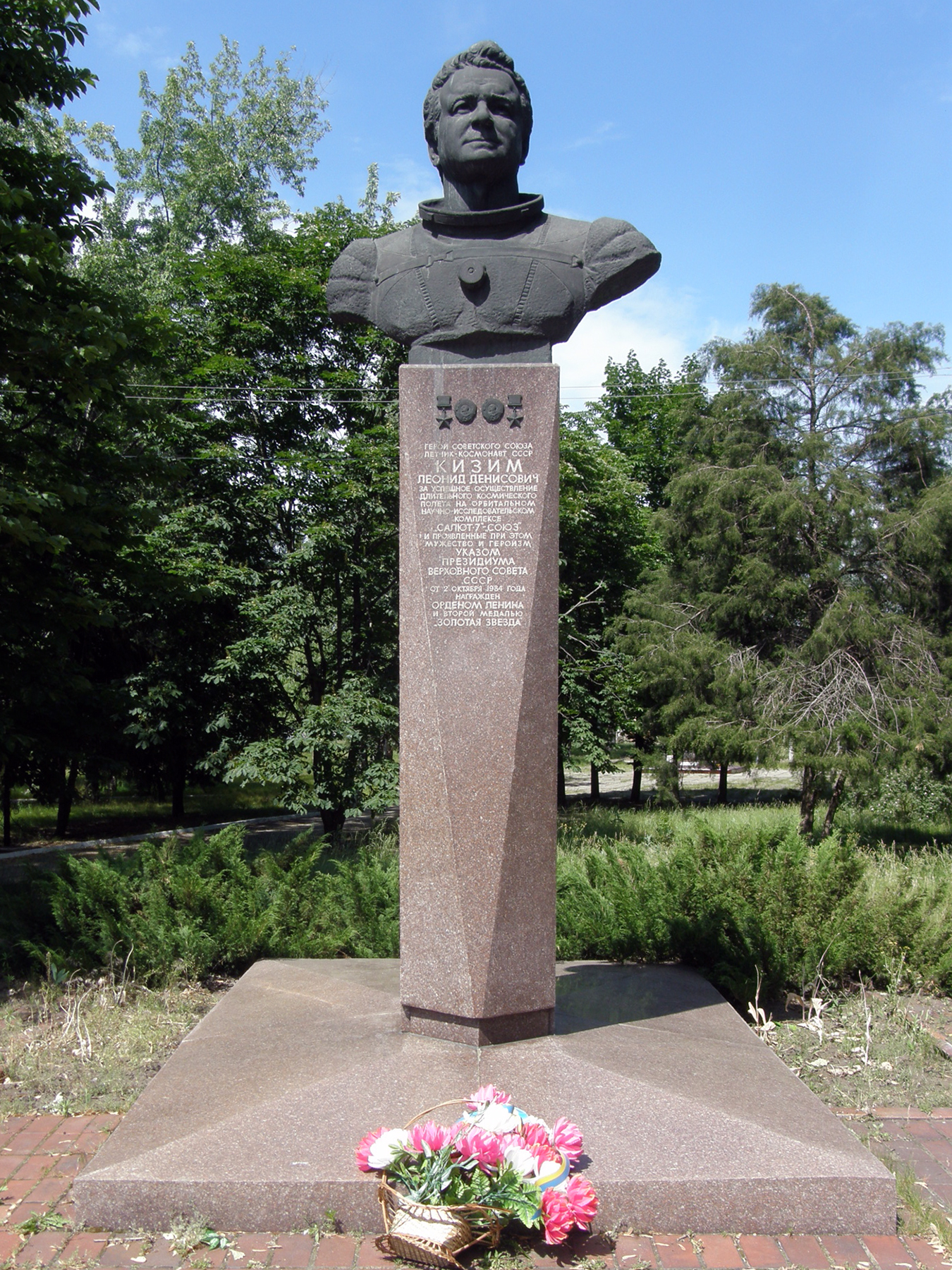
Пам'ятник космонавту Леоніду Кизиму

- Парк імені Леоніда Кизима — парк присвячений космонавту Леоніду Кизиму, який народився 1941 року у Лимані. Тричі літав у космос: 1980, 1984 та 1986 роках.
- Лиманський краєзнавчий музей[35].

### Пам'ятки природи
- Блакитні озера — раніше на місці озер були кар'єри по видобутку піску. На початку 1960-х років їх заповнили джерельною водою.
- «Святі гори» — національний природний парк.
- «Крейдова флора» — заповідник.
- «Закотнянський розріз» — геологічний пам'ятник природи, який входить до складу природного заповідника «Крейдова флора».
- Мінеральні води у Торському[35].

## Релігія
- Свято-Покровський жіночий монастир — заснований у 2016 році жіночий монастир УПЦ (МП).
- Свято-Петропавлівський собор — дерев'яний храм УПЦ МП 1848 року побудови, згорів у 2020.
- Свято-Миколаївський храм — УПЦ (МП).
- Православні та протестантські релігійні громади.

Церкви Лиману
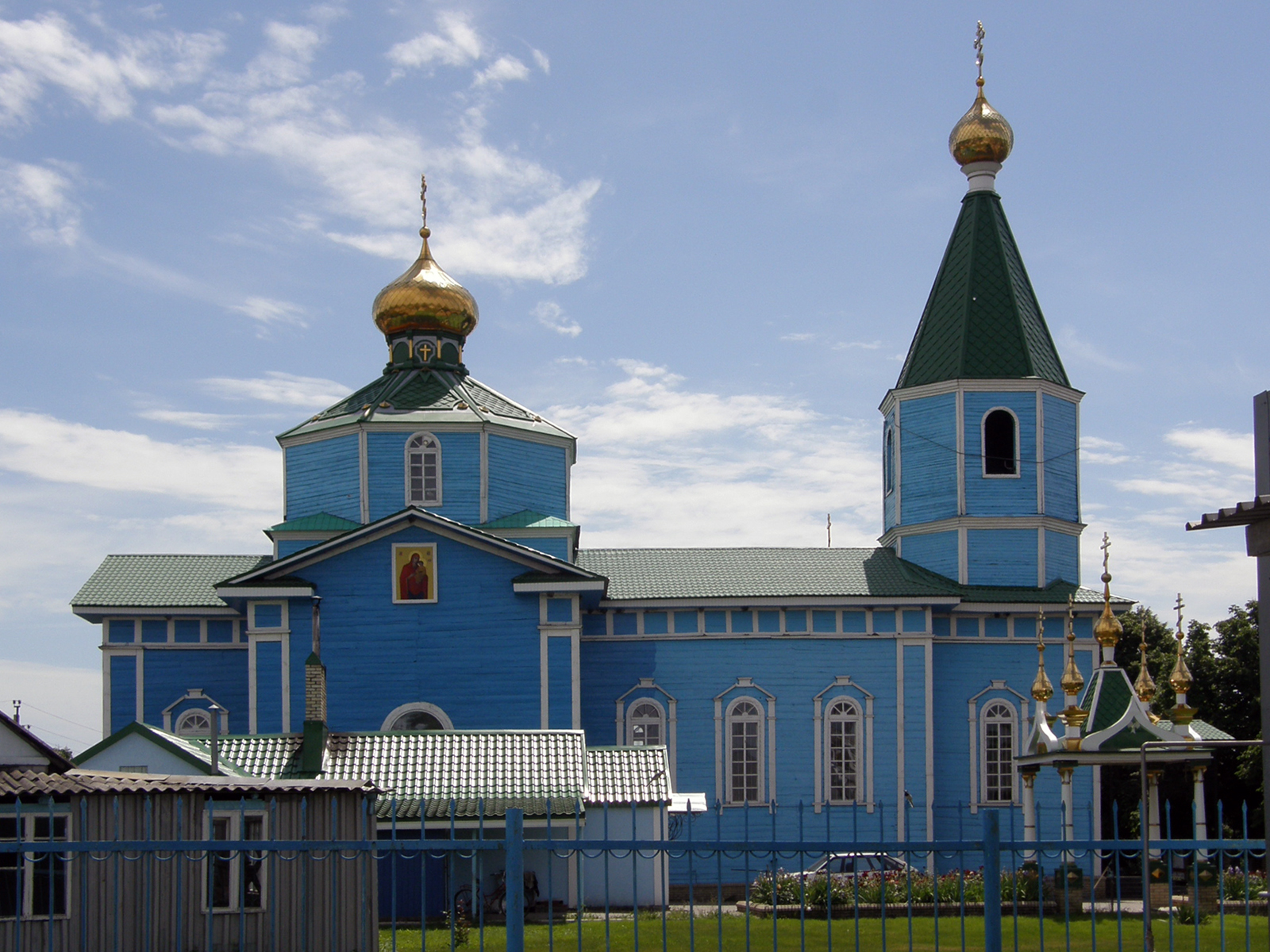
Петропавлівська церква (1848)
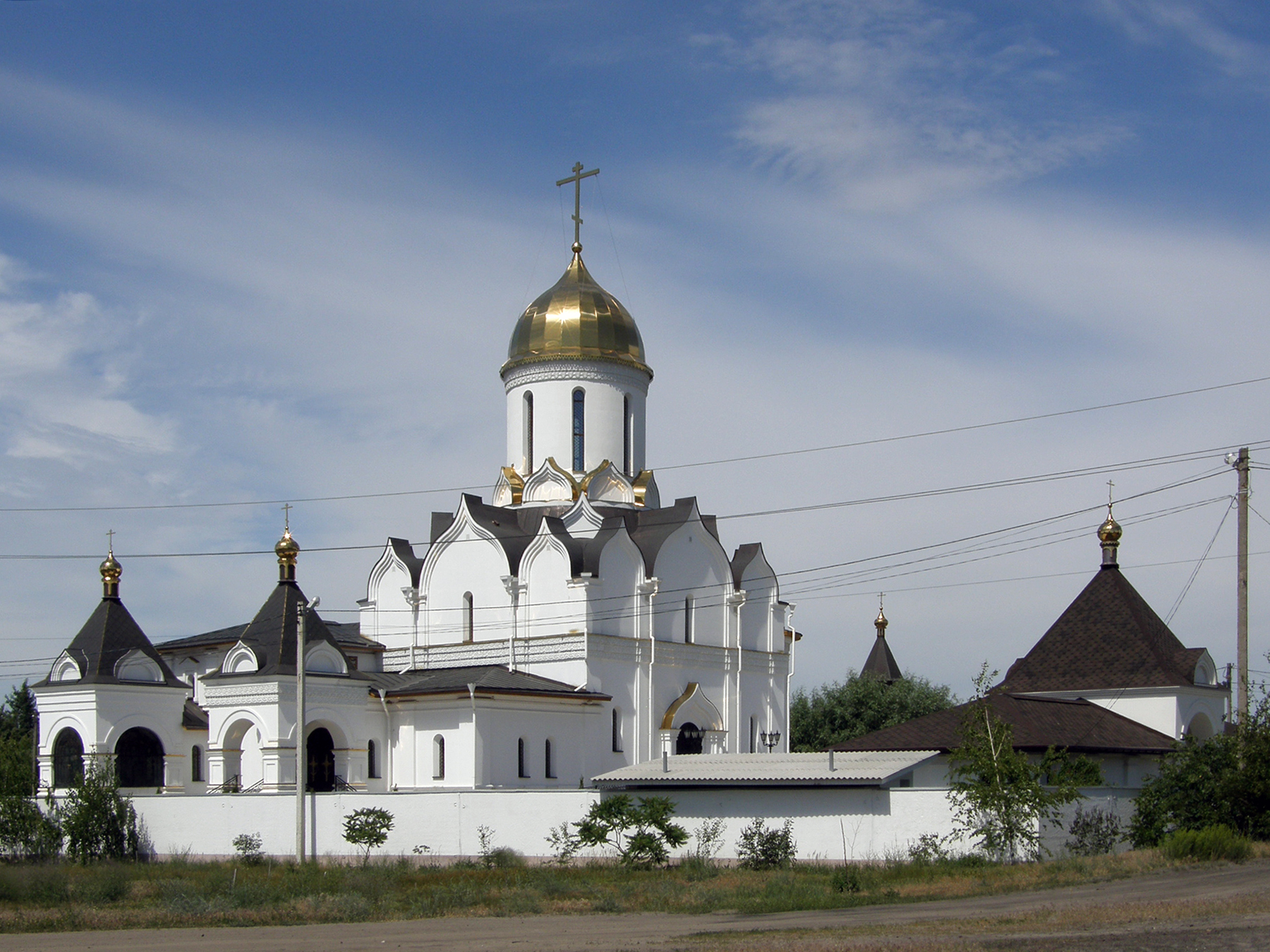
Свято-Покровський жіночий монастир
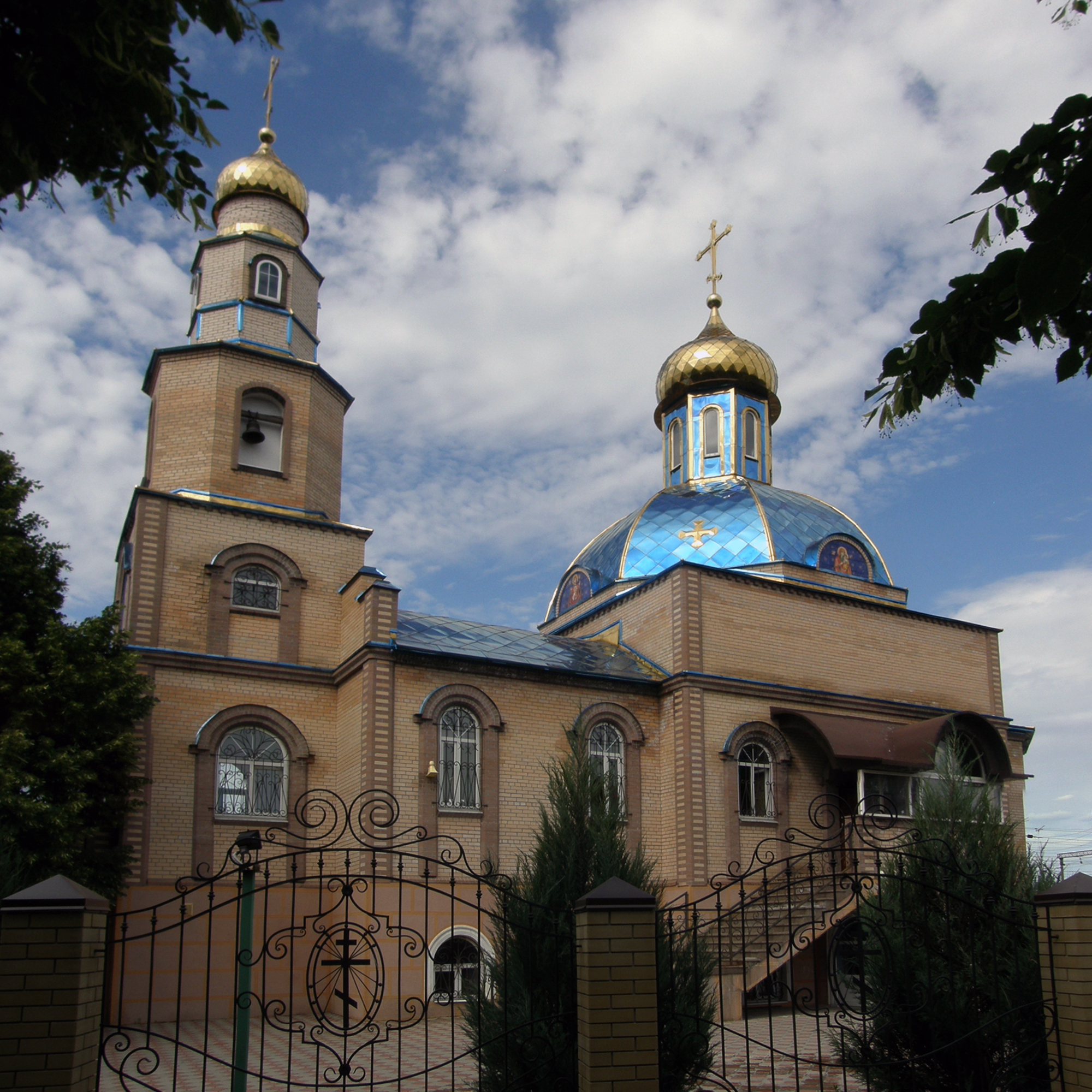
Церква Миколи Чудотворця
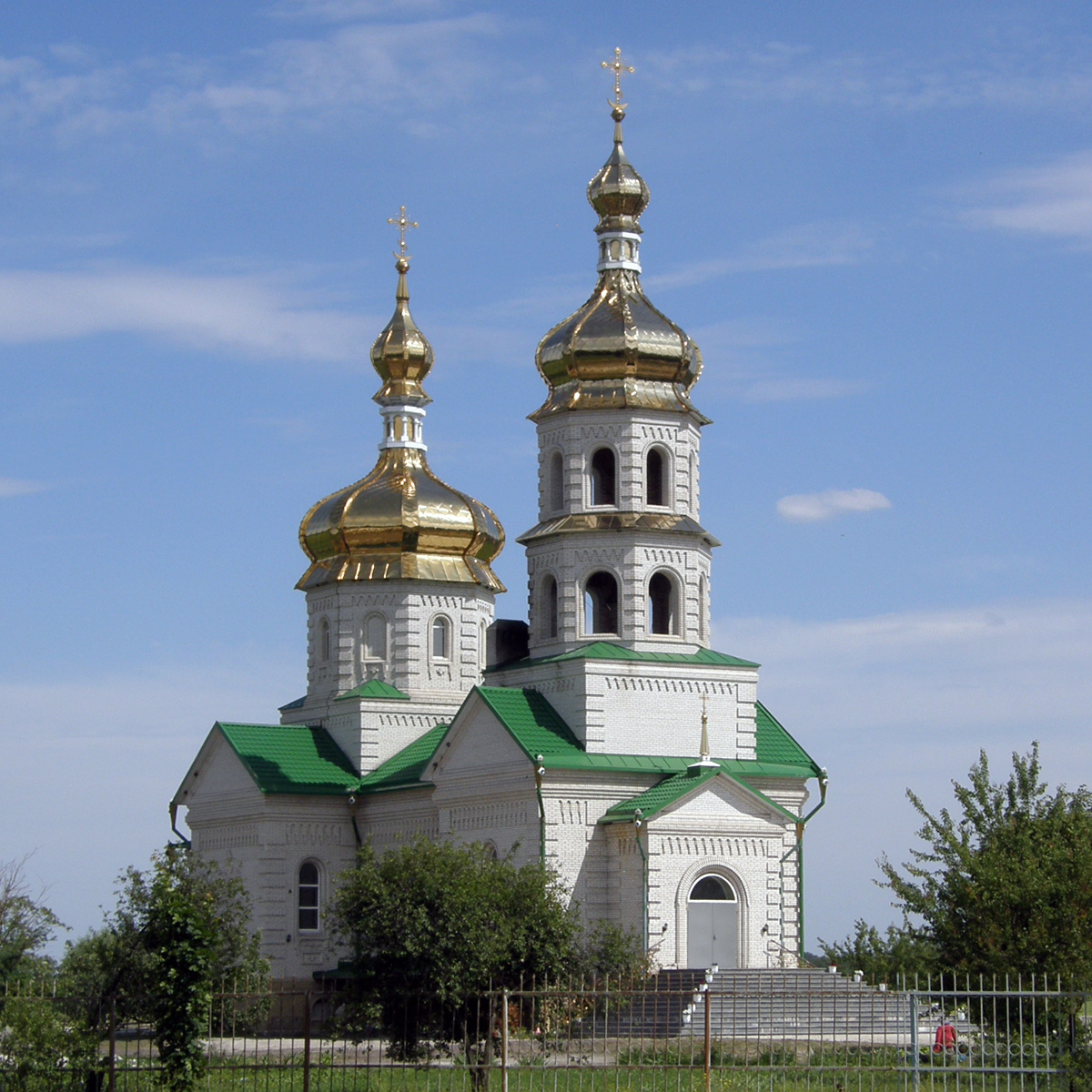
Церква Лаврентія Чернігівського та Ксенії Петербурзької
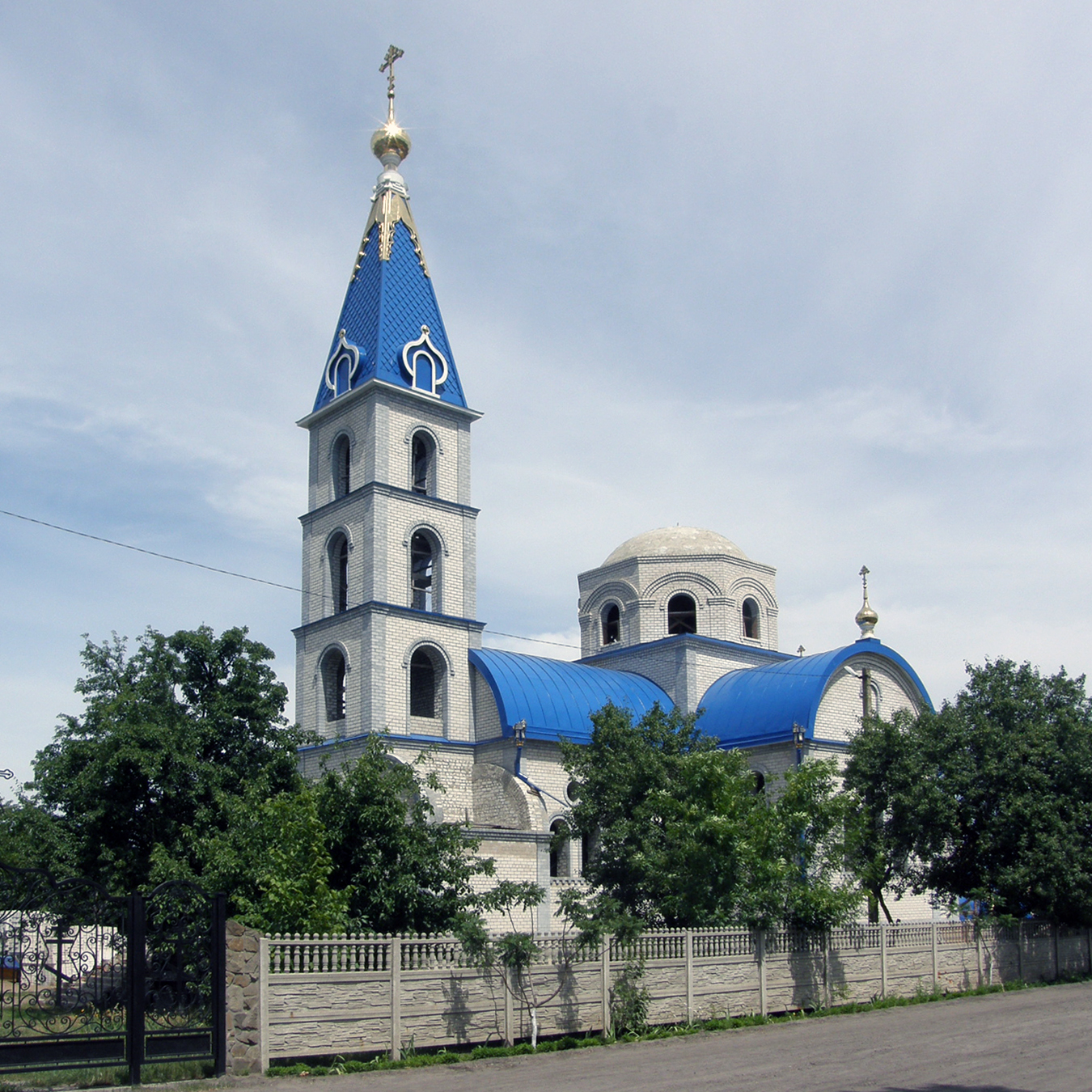
Церква Іверської ікони Богоматері

## ЗМІ
У місті зв'язок забезпечують лиманський цех № 3 «Укртелеком» та відомчий залізничний зв'язок дистанції сигналізації та зв'язку. На території міста доступ до Інтернету надається інтернет-провайдерами «Укртелеком», «SaNet», «Satell» та декількома фізичними особами-підприємцями.
Стільниковий зв'язок на більшості території підтримується операторами «Vodafone» «Київстар», «Lifecell». У місті є редакція міжрайонної газети «Зоря», щотижневика «Лиманська сторона» та міське радіомовлення.

## Особистості
Уродженці міста:
- Євген Єгоров — ректор Харківської академії дизайну та мистецтв.
- Запара Геннадій Віталійович — молодший сержант Збройних сил України, учасник Російсько-української війни (загинув у 2014 році).
- Кизим Леонід Денисович — радянський український космонавт, двічі Герой Радянського Союзу.
- Князь Олександр Вікторович (нар. 1975) — український економіст.
- Наумов Анатолій Іванович (1938-2024) — український письменник.
- Разорьонов Ігор Анатолійович — український важкоатлет, призер Олімпійських ігор.
- Рокочий Олексій Олексійович (молодший) — український спортсмен-пауерліфтер, чемпіон світу, член збірної команди України з пауерліфтингу та його батько та тренер Рокочий Олексій Олексійович (старший)
- Сукачів Василь Миколайович — капелан Армії УНР.
- Суслікова Лідія Вікторівна (нар. 1974)— український медик.

Проживає Дикий Віктор Миколайович (нар. 1979) — військовик Збройних сил України, учасник російсько-української війни. Учасник Ігор нескорених-2020.

## Міста-побратими
- Веспорт, Сполучені Штати Америки[36]
- Тячів, Україна